# دیوید ابی
دیوید رابرت پاتریک اِبی (به انگلیسی: David Robert Patrick Eby؛ زادهٔ ۲۱ ژوئیهٔ ۱۹۷۶) یک سیاستمدار و وکیل اهل کانادا است که از ۱۸ نوامبر ۲۰۲۲ به عنوان سی و هفتمین نخست‌وزیر کنونی استان بریتیش کلمبیا در کانادا مشغول به کار بوده‌است. او از ۲۱ اکتبر ۲۰۲۲ رهبر حزب دموکراتیک نوین بریتیش کلمبیا (NDP) است. ابی، از سال ۲۰۱۳، عضو مجلس قانونگذاری بریتیش کلمبیا، به نمایندگی از ونکوور-پوینت‌گری است. او از سال ۲۰۱۷ تا ۲۰۲۲ در کابینه جان هورگان به عنوان دادستان کل خدمت می‌کرد.
ابی در اولین سال نخست‌وزیری خود در بریتیش کلمبیا در جشن نوروز سال ۱۴۰۲ خورشیدی که عمدتاً توسط ایرانیان ساکن این استان برگزار شده بود حضور یافت.

## زندگی شخصی

اِبی با خانواده

همسرش، کیلی لینچ، یک پرستار بود که بعداً در دانشگاه UBC در رشته پزشکی تحصیل کرد و اکنون پزشک خانواده است. آنها یک پسر به نام ازرا و یک دختر به نام ایوا دارند. ابی پس از خواندن رژیم غذایی برای آمریکای جدید از ۱۴ سالگی گیاه‌خوار بوده‌است.